# U.S. Route 41
U.S. Route 41'(ou U.S. Highway 41)  ou Tamiami Trail é uma autoestrada dos Estados Unidos.
Faz a ligação do Sul para o Norte. A U.S. Route 41 foi construída em 1926 e tem 2 000 milhas (3 218,7 km).

## Principais ligações
Autoestrada 4 em Tampa

 Autoestrada 10 perto de Lake City

 Autoestrada 20 em Atlanta

 Autoestrada 24 em Chattanooga

 Autoestrada 40/Autoestrada 65 em Nashville

 Autoestrada 70 em Terre Haute

 Autoestrada 80/Autoestrada 94 perto de Gary

 Autoestrada 90 perto de Chicago

 Autoestrada 55 em Chicago

 Autoestrada 43 em Milwaukee

 US 2 em Powers